# Ирфан Юсеинов
Ирфан Юсеинов е български футболист, полузащитник, който се състезава за тима на „Марица“ (Пловдив). Юсеинов е юноша на „Марица“, където и дебютира в мъжкия футбол. Привлечен е в Свиленград и играе през сезон 2008/2009 на „Колодрума“. Завръща се в родната „Марица“, а през зимата на 2011 и привлечен в Ботев. Играе още за Спартак, Гигант (Съединение), както и в първенството на Азербайджан. През октомври 2014 се завръща отново в родната „Марица“.